# Cappella del King's College
La Cappella del King's College è una chiesa nel King's College di Cambridge, uno dei college che costituiscono l'Università di Cambridge.
La cappella del college, un esempio di architettura tardogotica, fu costruita in tre fasi per periodo di circa 100 anni. Gran parte della pietra usata nella costruzione provenne dall'abbazia di Ramsey. Uno dei 'master-mason' (capomastro) fu l'architetto inglese John Wastell.
La cappella presenta la volta a ventaglio più grande del mondo, finestre con vetrate e il dipinto L'adorazione dei Magi di Peter Paul Rubens.
La cappella viene attivamente usata come luogo di culto, ed anche per concerti ed altri eventi del college. Il celebre coro comprende choral scholars (studenti maschi del college) e choristers (ragazzi che studiano nella vicina King's College School). Il coro canta durante le messe quasi tutti i giorni durante i periodi di lezione, spesso si esibisce in concerti, che vengono registrati e trasmessi da radio e televisione. In particolare, le Nine Lessons and Carols vengono trasmesse sulla BBC dalla cappella la Vigilia di Natale da molti decenni. Inoltre, c'è un coro misto di studenti e studentesse, le King's Voices.
La Cappella è considerata uno dei simboli più importanti di Cambridge, come dimostra il logo del consiglio comunale.